# Тышкевич, Наталия Борисовна
Наталия Борисовна Тышкевич (род. 13 марта 1994) — российская журналистка.

## Биография
Родилась 13 марта 1994 года.
В 2011 году окончила 57-ю школу в Москве.
Окончила Школу лингвистики факультета гуманитарных наук Высшую школу экономики. Совершила научную экспедицию в Молдову, где изучала бессарабский диалект языка идиш. Продолжила обучение в совместной магистерской программе по публичной истории (Public History) Шанинки и Манчестерского университета.
Работала в архиве Трёхгорной мануфактуры.
В 2021 году на фестивале «Рёбра Евы» рассказала о сексизме в академических кругах.
Работала в редакции студенческого журнала DOXA («Докса»). 22 января 2021 года редакция разместила на YouTube видео «Им не победить молодость — обращение редакции DOXA к студентам и школьникам», в котором речь шла о давлении на студентов со стороны вузов перед митингами 23 января в поддержку Алексея Навального. В тот же день Следственный комитет Российской Федерации возбудил уголовное дело против Армена Арамяна, Владимира Метёлкина, Натальи Тышкевич и Аллы Гутниковой по части 2 статьи 151.2 УК «Вовлечение двух и более несовершеннолетних в совершение действий, представляющих опасность для жизни несовершеннолетних, в информационно-телекоммуникационных сетях (включая сеть „Интернет“)». 26 января по требованию Роскомнадзора редакция удалила видео. 14 апреля Арамян, Метёлкин, Тышкевич и Гутникова были задержаны. Обыски прошли в редакции и дома у задержанных. Адвокатом Тышкевич выступил от «Апологии протеста» Александр Альдаев. В тот же день Басманный районный суд города Москвы назначил Тышкевич и её коллегам меру пресечения в виде запрета определённых действий (домашний арест). 29 апреля Правозащитный центр «Мемориал» признал редакторов DOXA политическими заключёнными. 1 апреля 2022 года была задержана на выходе из Дорогомиловского районного суда города Москвы, где рассматривалось дело DOXA. 2 апреля Тверской районный суд города Москвы признал Тышкевич виновной в административном правонарушении по части 1 статьи 20.3 КоАП  «Пропаганда или демонстрирование нацистской символики и символики экстремистских организаций» за пост 2017 года в Instagram с изображением Тризуба — основного элемента герба Украины и арестовал на 15 суток. 12 апреля Дорогомиловский районный суд города Москвы назначил два года исправительных работ Тышкевич и её коллегам. После отбытия административного наказания Тышкевич вышла на свободу. Тышкевич и её коллеги приняли решение покинуть Россию. Поскольку у неё, Гутниковой и Арамяна при обыске изъяли заграничный паспорт гражданина Российской Федерации, они вылетели по российским паспортам в Ереван. После нескольких месяцев они покинули Армению. Тышкевич и Гутникова перебрались в Берлин. Министерство внутренних дел Российской Федерации объявило Арамяна, Тышкевич, Гутникову и Метёлкина в розыск.
С 2023 года работает в Музее и мемориале лагеря «Заксенхаузен» в Ораниенбурге.